# Krasińscy herbu Sulima
Krasińscy (z sieradzkiego) – rodzina szlachecka wywodząca się być może z Kraszyna w ziemi sieradzkiej. Źródła wspominają o Marcinie z Krasina, który dowiódł w Sieradzu w latach 1414-1415 szlachectwa i herbu Sulima. W XVII wieku wymieniany był Gabriel Krasiński, który zapisał w 1608 żonie Zofii z Zaborowskich, córce Pawła, 150 zł na Krasinie (użyto formy Krasino); Małgorzata, która była żoną Gołembowskiego (1636) oraz Piotr (zm. przed 1644) żonaty z Zuzanną z Kwiatkowskich.
Elektorem
Michała Korybuta Wiśniowieckiego był Mikołaj z sieradzkiego. Na tego króla głosowali również Jakub i Stefan z poznańskiego oraz Mateusz z kaliskiego.
Zapewne do tej samej rodziny należeli Kraszyńscy z sieradzkiego. W 1690 wzmiankowani byli Sebastian i Stanisław Kraszyńscy, synowie Mikołaja.
Dużo słynniejszym rodem byli Krasińscy z Krasnego.